# Chuck Feeney
Charles Francis Feeney (23 de abril de 1931 - 9 de outubro de 2023) foi um empresário e filantropo norte-americano que fez fortuna como cofundador do Duty Free Shoppers Group, varejista de viagens de produtos de luxo com sede em Hong Kong. Feeney foi o fundador da Atlantic Philanthropies, uma das maiores fundações privadas de beneficência do mundo. Feeney doou sua fortuna em segredo ao longo de muitos anos, optando por permanecer no anonimato e doando mais de 8000 milhões de dólares durante a sua vida.

## Carreira
O conceito de "compras duty-free", que oferece oportunidades de compras sofisticadas aos viajantes, livres de impostos de importação - estava em sua infância quando Feeney e seu colega de faculdade Robert Warren Miller começaram a vender bebidas alcoólicas isentas de impostos a militares americanos na Ásia na década de 1950. Mais tarde, eles expandiram para a venda de carros e tabaco, e fundaram o Duty Free Shoppers Group (Grupo DFS) em 1960. O DFS iniciou suas operações em Hong Kong, expandindo posteriormente para a Europa e outros continentes. Um avanço ocorreu no início da década de 1960, quando o DFS garantiu uma concessão para vendas isentas de impostos no Havaí, permitindo-lhe comercializar seus produtos para viajantes japoneses.
Em 1996, Feeney e um sócio venderam as suas participações na DFS para o conglomerado de luxo francês Louis Vuitton Moët Hennessy. Miller se opôs à venda, e antes que um suposto processo judicial pudesse revelar que a participação de Feeney não pertencia de fato a ele, mas à Atlantic Philanthropies, Feeney se revelou em um artigo do New York Times. A Atlantic faturou US$ 1,63 bilhão com a venda.

## Filantropia
Em 1982, Feeney criou a Atlantic Philanthropies e, em 1984, transferiu secretamente toda a sua participação de 38,75% na DFS, então avaliada em cerca de 500 milhões de dólares, para a fundação. Nem mesmo seus parceiros de negócios sabiam que ele não era mais dono de nenhuma parte da DFS. Feeney expandiu os ativos da Atlantic com investimentos no Facebook, Priceline, E-Trade, Alibaba e Legent. Durante anos, a Atlantic distribuiu dinheiro em segredo, exigindo que os destinatários não revelassem a origem das suas doações.
Em fevereiro de 2011 Feeney tornou-se signatário do The Giving Pledge. Em sua carta a Bill Gates e Warren Buffett, os fundadores do The Giving Pledge, Feeney escreve: “Não consigo pensar em um uso da riqueza mais pessoalmente gratificante e apropriado do que dar enquanto se está vivo – dedicar-se pessoalmente a esforços significativos para melhorar a condição humana. Mais importante ainda, as necessidades atuais são tão grandes e variadas que o apoio filantrópico inteligente e as intervenções positivas podem ter maior valor e impacto hoje do que se fossem adiados quando as necessidades são maiores." Ele doou US$7 milhões finais no final de 2016, para o mesmo destinatário de suas primeiras doações de caridade: a universidade Cornell. Ao longo de sua vida, ele doou mais de US$8 bilhões. No seu auge, a Atlantic tinha mais de 300 funcionários e 10 escritórios em todo o mundo.